# Cyclolabus signatus
Cyclolabus signatus là một loài tò vò trong họ Ichneumonidae.